# 福岡ビル
福岡ビル（ふくおかビル）は、かつて福岡県福岡市中央区天神1丁目11番17号にあったオフィスビル。地元では福ビル（ふくビル）とも呼ばれた。大手私鉄の西日本鉄道（西鉄）が所有し、同社の本社が入居していた。天神ビッグバンと呼ばれる一大再開発のため2019年3月末を以て閉館し、ビルは解体されている。

## 歴史

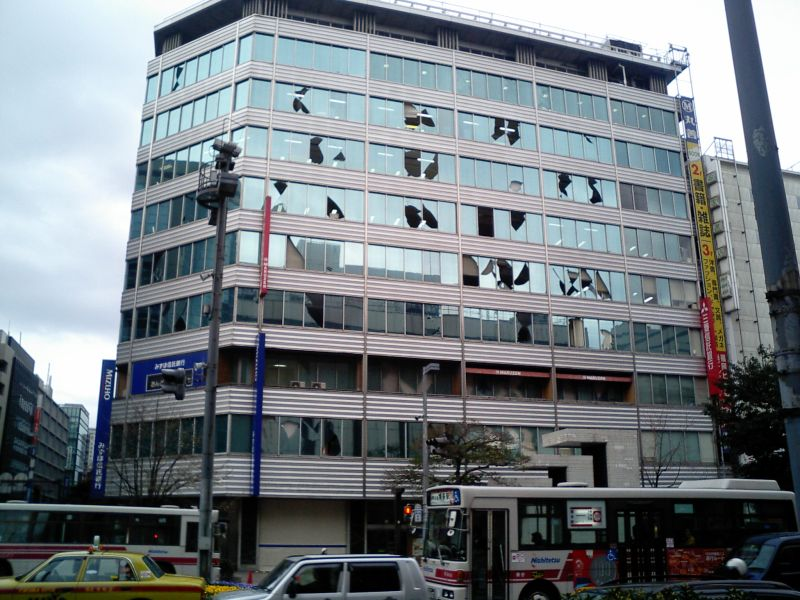
福岡県西方沖地震によってビルの窓ガラスが割れ、地面に降り注いだ。

1958年（昭和33年）8月に当時の福岡郵便局（現・福岡中央郵便局）および隣の安田信託銀行（現・みずほ信託銀行）の跡地に着工し、総工費25億円を投じて1961年（昭和36年）12月31日に竣工した。建設にあたっては、1955年（昭和30年）8月27日未明に108店舗中66店舗を焼失する火災が発生した天神町市場跡地に、商業・文化施設・ホテルなどを入れた福岡ビルを建設する計画を立てたが、天神交差点脇の福岡郵便局と旧橋口町の福岡銀行本店予定地を交換する話があり、これに対して地元から天神交差点付近をにぎやかな街にしたいの要望があったことから、福岡ビルの予定地を含め三角交換（すなわち、天神町市場跡に福岡銀行本店、福岡銀行本店予定地に福岡郵便局、福岡郵便局跡に安田信託銀行跡地を合わせた土地に福岡ビルを建設）するという方法で建設することになった。
当初、地下及び低層階には旧天神市場からテナントが入居する予定だったが、資金に行き詰まって工事が中断したため、入居は少数に留まった。そのためテナント構成が見直され、それまで大名町にあった西鉄本社も1962年（昭和37年）4月29日に当ビル内に移転している。
当初は1956年（昭和31年）に西鉄や地元財界の協力で設立された福岡ビル株式会社が運営していたが、1963年（昭和38年）4月25日に同じ西鉄グループの九州土地興業が同社を吸収合し、西鉄地所に社名を変更。西鉄地所は1971年（昭和46年）4月1日に西鉄に吸収合併され、以後は西鉄が当ビルを所有していた。
屋上には、当初、天神-福岡空港間の旅客輸送等を目的にヘリポートが設置されたが、試験飛行の段階で反対意見が相次いだため、正式に供用されることなくビアガーデンに転用され、毎年夏に営業していた。
2005年（平成17年）3月20日の福岡県西方沖地震ではこのビルの窓ガラスが割れ直下の歩道に破片が落ちた。これは窓ガラスの取付方法が窓枠が窓ガラスの揺れを吸収しない古い工法だったのが原因で、地震後全ての窓ガラスについて取付方法を改良し取り替えている。
2010年（平成22年）12月3日、福岡ビル脇に設置された同ビルの地下街に誘導する案内看板が歩行者の女性に当たり女性は軽傷を負った。後に警察の調べで原因は看板に固定されていたネジが腐食しており、強風の影響で看板が外れたと思われる。
2018年（平成30年）8月3日に、「福ビル街区建替プロジェクト」第1期事業の計画が発表された。計画の概要は、福岡ビル、天神コアを一体的に建て替えて、地下3階と4階を駐車場、地下2階から4階を商業施設、5階と6階をスカイロビー（7階は設備フロア）、8階から17階をオフィス、そして18階と19階をホテルとするもの。当初は当ビルと天神コアビルを第1期事業として建て替える予定だったが、2019年11月にイオンモールとの間で合意が行われ隣接する天神ビブレも含めた同時開発に変更になり、当初の計画の約1.4倍に拡大することになった。
新ビルのホテルに関しては、福岡で「WITH THE STYLE FUKUOKA」「THE LUIGANS SPA&RESORT」、神戸で「ORIENTAL HOTEL KOBE」等を運営するPlan・do・seeを運営業者とすることを2021年12月に決定した。ホテルの名称は2024年4月に「ONE FUKUOKA HOTEL」と決定した。
再開発計画に伴い、当ビルは2019年3月31日に閉館し、解体された。新ビルの名称は2024年4月に「ONE FUKUOKA BLDG.（ワン・フクオカ・ビルディング、略称：ワンビル）」と決定し、カンファレンスホールの名称も「ONE FUKUOKA CONFERENCE HALL（ワン・フクオカ・カンファレンス・ホール）」と決定した。2024年12月竣工、2025年春開業の予定である。

## 構造
地下で福岡市地下鉄空港線 天神駅、天神地下街、天神コアと接続していた。

## テナント（営業時）
地下
- 飲食店など[14]
- かつてのテナント：ロイヤル（レストラン）、アウトリガー（ハンバーガーショップ）[2][17]

1階
- 大賀薬局[2]（ベスト電器福岡本店へ移転）、とうじ[2]（文具店。きらめき通り地下へ移転）、野口コイン福岡天神店、みずほ信託銀行福岡支店（建設時の経緯から入居）、風月（洋菓子店）[2]
- かつてのテナント：ヤマハ（日本楽器）福岡店[2]（1964年12月 - 2015年5月）

2階 - 3階
- TSUTAYA天神駅前福岡ビル店、ハニー珈琲
- かつてのテナント：NIC（1966年 - 1997年、西鉄と岩田屋共同出資によるインテリア店）[2]、丸善福岡ビル店（1997年 - 2010年6月19日。2011年3月3日からは博多店としてJR博多シティ8階で営業）

5階 - 6階，10階
- 西日本鉄道本社（2019年（平成31年）3月をもって博多区の博多センタービルに移転し、同年3月31日を以て移転完了した。）

4階，7階
- 西鉄グループ各社（西鉄アカウンティングサービス、ニモカ 等）

8階
- リンクアカデミー・PCスクールアビバ・資格スクール大栄

9階
- 京都きもの友禅天神店（呉服店）・貸会議室、貸ホール

屋上
- ビアガーデン（5月 - 9月）、磯貝めんちゃんこのかきごや（10月 - 3月）

## 交通
- 西鉄天神大牟田線：西鉄福岡（天神）駅
- 福岡市地下鉄空港線：天神駅
- 福岡市地下鉄七隈線：天神南駅
- 西鉄バス「天神」停留所：近隣に多数の停留所を設置している（詳細）。このうち12番のりばは「福ビル前」と案内されていた。